# Радіодалекомір

Принцип дії імпульсного радіодалекоміра

Радіодалекомір (англ. radio range meter, tellurometer, radio range finder, нім. Radioentfernungsmesseinrichtung f) – прилад, яким визначають, використовуючи радіохвилі, віддаль до об’єктів. Принцип дії Р. ґрунтується на визначенні часу поширення радіосигналів від приладу до об’єкта і назад або на вимірюванні різниці фаз чи частот випроміненого та прийнятого радіосигналів за час проходження їх вздовж вимірюваної лінії. В геодезичних Р. час поширення радіохвиль вимірюють фазовим способом.